# صمم قشري
الصمم القشري هو شكل نادر من فقد السمع الحسي العصبي ينتج عن أذية الباحة القشرية السمعية الأولية. الصمم القشري هو اضطراب سمعي يفقد فيه المريض القدرة على سماع الأصوات دون وجود ضرر ظاهر في البنية التشريحية للأذن، ويمكن اعتباره مزيجًا من العمه السمعي اللفظي والعمه السمعي. لا يستطيع المصابون بالصمم القشري سماع أي صوت، أي إنهم على جهل بجميع الأصوات حولهم ومنها أصوات الحديث وأصوات الأشخاص والأصوات غير المتعلقة بالحديث. على الرغم من أن هؤلاء الأشخاص يبدون صمًّا بالكامل ويشعرون بالصمم الكامل، يمكن أن يظهروا بعض الاستجابات الانعكاسية مثل تحريك الرأس باتجاه مصدر صوت صاخب.

## السبب
ينتج الصمم القشري عن آفات ثنائية الجانب تصيب الباحة القشرية السمعية الأولية الموجودة في الفص الصدغي من قشر الدماغ. تتضرر السبل السمعية الصاعدة، مسببة فقدان وظائف حس السمع، لكن الآن الداخلية تبقى سليمة. تعتبر السكتة الدماغية أكثر أسباب الصمم القشري شيوعًا، لكنه يمكن أن يحدث نتيجة إصابة دماغية أو آفة دماغية ولادية أيضًا. بشكل أدق، تعتبر السكتة الدماغية الانصمامية ثنائية الجانب التي تصيب التلافيف الصدغية المعترضة (تلافيف هيرشي). الصمم القشري اضطراب شديد الندرة، إذ لم تُسجل منه 12 حالة. تميزت كل حالة منها بظروف خاصة ومعدلات تعافٍ مختلفة.
يُعتقد أن الصمم القشري قد يكون جزءًا من طيف مرضي واسع هو الاضطراب السمعي القشري. في بعض الحالات، ذكر المصابون بالصمم القشري استعادة جزء من الوظيفة السمعية، ما أدى إلى إعاقة سمعية جزئية مثل العمه السمعي اللفظي. قد يكون من الصعب تمييز هذه المتلازمة عن الآفة الصدغية ثنائية الجانب المذكورة أعلاه.

## التشخيص
بما أن الصمم القشري والعمه السمعي يملكان أوجه تشابه عديدة، يصبح تشخيص الاضطراب أمرًا صعبًا. تعتبر الآفات ثنائية الجانب قرب القشر السمعي الأولي في الفص الصدغي معايير تشخيصية مهمة. يحتاج تشخيص الصمم القشري إلى اختبار الاستجابات الصوتية لجذع الدماع وإثبات كونها طبيعية، أما الكمونات المحرضة القشرية فتكون مضطربة. تظهر كمونات جذع الدماغ السمعية المحرضة (بي إيه إي بي)، المعروفة أيضًا باسم استجابات جذع الدماغ السمعية المحرضة (بي إيه إي آر)، فعالية عصبية في العصب السمعي والنواة القوقعية والمعقد الزيتوني العلوي والأكيمة السفلية لجذع الدماغ. تملك هذه التنبيهات فترة تأخير لا تتجاوز 6 ميلي ثانية، وتصل سعة الاستجابة إلى ميكرو فولط واحد. تقدم فترة كمون (تأخير) الاستجابة معلومات شديدة الأهمية؛ إذا كان الصمم القشري مطروحًا، تكون استجابات الكمون الطويل (إل إل آر) غائبة تمامًا واستجابات الكمون المتوسط (إم إل آر) إما غائبة أو مضطربة بشكل كبير. في العمه السمعي، تكون استجابات الكمون الطويل والمتوسط طبيعية عادة.
من الجوانب المهمة للصمم القشري، والتي تُهمل عادة هي أن المرضى يشعرون بالصمم. يعلم المرضى بعجزهم عن سماع الأصوات البيئية وأصوات الأشخاص الناتجة عن الكلام وغير الناتجة عنه. قد يجهل المصابون بالعمه السمعي مشكلتهم، ويصرون على أنهم ليسوا صمًّا. الصمم القشري والعمه السمعي هما اضطرابان بطبيعة انتقائية إدراكية ترابطية في حين يعتمد الصمم القشري على الانفصال التشريحي والوظيفي بين القشر السمعي والمنبهات الصوتية.

## تاريخ
تصف التقارير المبكرة المنشورة في أواخر القرن التاسع عشر مرضى مصابين ببداية حادة للصمم بعد ظهور أعراض توصف بالنزف الفجائي الغزير. كان تشريح الجثة بعد الوفاة هو الوسيلة الوحيدة للتشخيص المؤكد. تعكس الحالات اللاحقة التي حدثت خلال القرن العشرين التطور في عمليات التشخيص لكل من فقد السمع والسكتة الدماغية. مع مجيء الدراسات القياسين السمعية والفيزيولوجية الكهربائية، يمكن للباحثين تشخيص الصمم القشري بدقة مطردة. أدت التطورات في التقنيات التصويرية والشعاعية مثل التصوير بالرنين المغناطيسي إلى تحسن كبير في إمكانية تشخيص وتحديد موقع الاحتشاءات القشرية الدماغية التي تصيب الباحتين السمعيتين الأولية والثانوية. يساعد الفحص العصبي والمعرفي على التمييز بين الصمم القشري الكامل والعمه السمعي، ما يؤدي إلى العجز عن فهم الكلمات والموسيقى وبعض الأصوات الطبيعية المحددة.